# WWE United States Championship
El United States Championship (Campeonato de los Estados Unidos, en español) es, tras el Campeonato de WWE, el segundo de mayor antigüedad dentro de los activos actualmente — a pesar de estar activo en la WWE desde 2003 — y se presenta como uno de los de mayor prestigio. Los combates por el campeonato suelen ser regulares en los eventos pago por visión (PPV), ubicados en la mitad de la cartelera. El campeón actual es Solo Sikoa, quien se encuentra en su primer reinado.
Tras su establecimiento en 1975, fue clasificado como un campeonato secundario, teniendo siempre menor prestigio que otros campeonatos como el Campeonato Mundial Peso Pesado de NWA (1975-1990), el Campeonato Mundial Peso Pesado de WCW (1990-2001), o el Campeonato de WWE (desde 2003). Este campeonato no posee una división o categoría de exclusividad para ser ganado o defendido por una clase de luchador específico. Además, es el mayor referencia del Campeonato de Intercontinental, el Campeonato de los Estados Unidos no accede a su portador a ser un potencial Campeón de Tres Coronas, pero sí a la nueva versión del Gran Campeón.
Este campeonato, a pesar de su similitud en cuanto a nombre, no tiene relación con el Campeonato de los Estados Unidos de WWWF, entre 1963 y 1976. Antes de ser defendido en la WWE, este campeonato fue parte de las empresas National Wrestling Alliance (NWA) y World Championship Wrestling (WCW).

## Historia

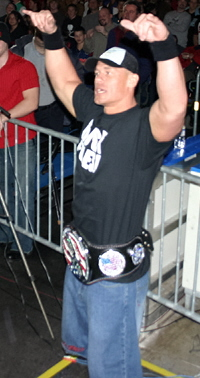
John Cena con su versión personalizada del Campeonato de los Estados Unidos.

El WWE United States Championship (conocido originalmente como NWA United States Heavyweight Championship) comenzó como un campeonato regional creado y defendido en la promoción Mid-Atlantic Championship Wrestling, un territorio de National Wrestling Alliance dirigido por Jim Crockett, Jr. A su introducción en 1975, se le dio a Harley Race el 1 de enero, coronándole primer campeón. Rápidamente, el título reemplazó al NWA Mid-Atlantic Heavyweight Championship como el título de mayor importancia de la empresa. Mientras que la NWA reconocía únicamente un Campeón Mundial Peso Pesado, no había un único Campeón de los Estados Unidos, ya que cada promoción regional reconocía sus propias versiones del título. Todo esto cambió cuando, en enero de 1981, el territorio de NWA en San Francisco, último territorio fuera del territorio Mid-Atlantic que reconocía a su propio campeón, cerró.
El título se mantuvo como el campeonato de mayor importancia del territorio hasta 1986 cuando Crockett ganó el control del Campeonato Mundial Peso Pesado de NWA, convirtiéndose en un título secundario. Después de que Ted Turner comprara la compañía y la renombrara World Championship Wrestling en noviembre de 1988, el título siguió siendo el título secundario. En enero de 1991, WCW se separó de NWA, renombrando su título como la World Championship Wrestling (WCW) United States Heavyweight Championship.
El título fue uno de los campeonatos de World Championship Wrestling hasta marzo de 2001, siendo Booker T en último campeón de esta empresa, luego de que la World Wrestling Federation adquiriera la World Championship Wrestling. Sin embargo, Booker T apareció en junio de 2001 en la WWF portando el Campeonato de los Estados Unidos y el Campeonato de WCW, siendo defendido en la empresa. En noviembre de 2001 el comisionado Mick Foley decretó un combate para unificar el Campeonato de los Estados Unidos con el Campeonato Intercontinental de WWF en Survivor Series. En el evento, Edge, Campeón de los Estados Unidos de WCW, derrotó a Test, Campeón Intercontinental de WWF. Sin embargo, el campeonato que fue retirado fue el de los Estados Unidos.
En julio del 2003 la Gerente General de SmackDown! Stephanie McMahon decidió reactivar el título como un campeonato exclusivo de la marca SmackDown!, ya que Raw había reactivado el Campeonato Intercontinental. Se celebró un torneo, dando a Eddie Guerrero como ganador al derrotar a Chris Benoit en Vengeance.
En diciembre de 2004, John Cena, campeón en ese momento, creó una versión propia del título, cambiándolo a un título similar a una mesa de DJ (acorde a su gimmick de rapero), pero cuando, en marzo de 2005, Orlando Jordan consiguiera el título, destruyó ese modelo para volver a usar la antigua correa.
El campeonato cambió de marca en varias ocasiones. Debido al Draft, el título fue trasladado en 2008 de la marca SmackDown! a ECW, pero volvió un mes después a SmackDown cuando Shelton Benjamin derrotó al campeón Matt Hardy en The Great American Bash. La circunstancia se repitió en 2009 cuando MVP fue trasladado de SmackDown a Raw, y en 2011 cuando Sheamus fue traspasado a SmackDown, pero en esta ocasión el título volvió a Raw cinco días después cuando Kofi Kingston derrotó a Sheamus en Extreme Rules.
En el evento Capitol Punishment, Kofi Kingston perdería su campeonato ante Dolph Ziggler. Durante el reinado de Ziggler, Triple H cambiaría el sistema de competidores del Campeonato de los Estados Unidos al crear el Raw SuperShow, permitiendo que los luchadores de Raw y SmackDown pudiesen mezclarse y competir entre ellos en cualquier marca, causando que el título ya no fuese defendido en una marca exclusiva.
Seth Rollins hizo historia en convirtiéndose por primera vez campeón del Campeón de Estados Unidos de WWE y Campeón Mundial Peso Pesado de WWE (actualmente conocido como WWE Championship) a la misma vez, derrotando a John Cena en un Winner Takes All match en SummerSlam 2015, luego de ejecutar un Pedigree (Double underhook facebuster) sobre una silla a John Cena.
En 2020, el título cambio de diseño, después de más de 15 años, el cual fue presentado por MVP como su título personal. Lo presentó en el episodio de Monday Night Raw celebrado el 6 de julio de 2020. El título pasó de ser personal de MVP a ser el principal luego de que Apollo lo venciera, unificando así los dos títulos y quedándose con este último que presentó MVP.
El 1 de mayo de 2023, el vigente campeón Austin Theory se llevó el título a SmackDown, luego de que la marca azul, lo eligió en la Noche 2 del Draft. De esta forma, el campeonato volvió a ser exclusivo de SmackDown, por primera vez desde 2019.

## Campeones

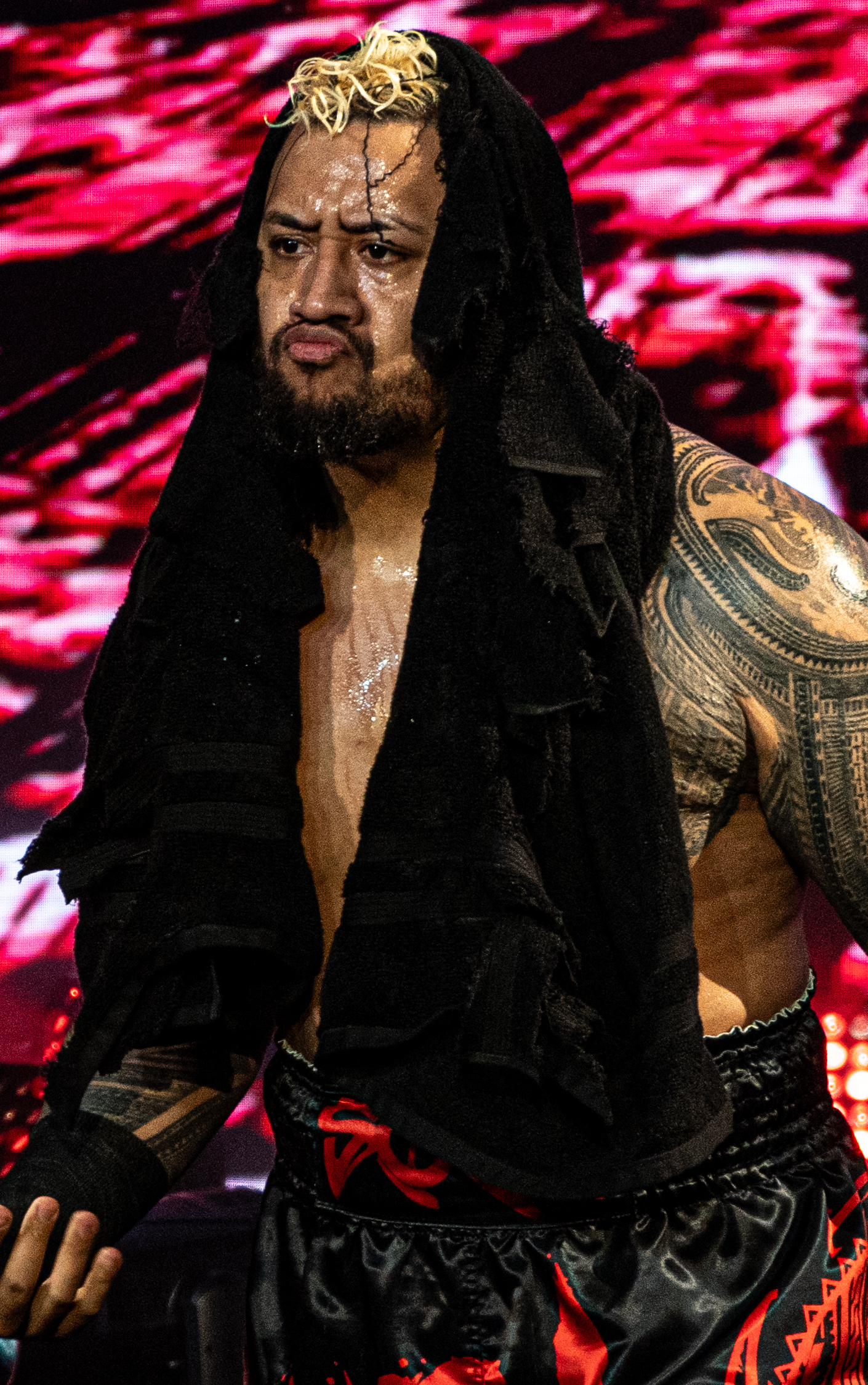
El campeón actual, Solo Sikoa.

El Campeonato de los Estados Unidos de WWE es un campeonato secundario creado por la National Wrestling Alliance (NWA) en 1975. El campeón inaugural fue Harley Race, quien derrotó a Johnny Weaver en la final de un torneo ficticio, y desde entonces ha habido 105 distintos campeones oficiales, repartidos en 184 reinados en total. Además, el campeonato ha sido declarado vacante en 21 ocasiones y fue unificado en una ocasión (con el Campeonato Intercontinental en 2001).
El reinado más largo en la historia del título le pertenece a Lex Luger, quien mantuvo el campeonato por 523 días entre los años 1989 y 1990. Por otro lado, solo un luchador posee un reinado de menos de un día: Steve Austin en 1994 fue campeón durante cinco minutos, siendo el reinado más corto de la historia.
En cuanto a los días en total como campeón (un acumulado entre la suma de todos los días de los reinados individuales de cada luchador), Lex Luger también posee el primer lugar, con 948 días como campeón entre sus cinco reinados. Le siguen Ric Flair (700 días en 6 reinados), Greg Valentine (512 días en 3 reinados), Blackjack Mulligan (509 días en 4 reinados), Rick Rude (419 días en su único reinado), y Montel Vontavious Porter (419 días en 2 reinados). Además, dos luchadores fueron campeones durante más de un año de manera ininterrumpida: Lex Luger (523 días) y Rick Rude (419 días).
El campeón más joven en la historia es David Flair, quien a los 20 años y 121 días se transformó en campeón cuando su padre, el presidente de World Championship Wrestling (WCW) Ric Flair, le otorgó el campeonato en la edición del 5 de julio de 1999 de Nitro. En contraparte, el campeón más viejo es Terry Funk, quien a los 56 años y 85 días derrotó a Lance Storm en un house show el 22 de septiembre de 2000. En cuanto al peso de los campeones, The Big Show es el más pesado con 230 kilogramos, mientras que Kalisto es el más liviano con 77 kilogramos.
Por último, Ric Flair es el luchador que más reinados posee con 6, seguido por Wahoo McDaniel, Lex Luger, Chris Benoit, Bret Hart y John Cena (5 reinados cada uno).

### Campeón actual
El campeón actual es Solo Sikoa, quien se encuentra en su primer reinado. Sikoa ganó el título tras derrotar al excampeón Jacob Fatu el 28 de junio de 2025 en Night of Champions.
Sikoa registra hasta el 19 de agosto de 2025 las siguientes defensas televisadas.
1. vs. Jimmy Uso (12 de julio de 2025, Saturday Night's Main Event XL)
2. vs. Jacob Fatu (3 de agosto de 2025, SummerSlam)

### Lista de campeones
† indica cambios no reconocidos por la WWE
| N.º                                                       | Campeón                  | Lucha                    | Lucha                         | Lucha                              | Estadísticas | Estadísticas | Estadísticas      | Notas y referencias |
| N.º                                                       | Campeón                  | Fecha                    | Evento                        | Ubicación                          | Reinado      | Días         | Días rec. por WWE | Notas y referencias |
| --------------------------------------------------------- | ------------------------ | ------------------------ | ----------------------------- | ---------------------------------- | ------------ | ------------ | ----------------- | --- |
| National Wrestling Alliance: Jim Crockett Promotions      |                          |                          |                               |                                    |              |              |                   | |
| 1                                                         | Harley Race              | 1 de enero de 1975       | House show                    | Tallahassee, Florida               | 1            | 183          | 183               | Derrotó a Johnny Weaver en la final de un torneo ficticio. |
| 2                                                         | Johnny Valentine         | 3 de julio de 1975       | House show                    | Greensboro, Carolina del Norte     | 1            | 93           | 92                | [ 2 ] |
| —                                                         | Vacante                  | 4 de octubre de 1975     | —                             | —                                  | —            | —            | —                 | Debido a un accidente aéreo que terminó con la carrera de Valentine. |
| 3                                                         | Terry Funk               | 9 de noviembre de 1975   | House show                    | Greensboro, Carolina del Norte     | 1            | 18           | 18                | Derrotó a Paul Jones en la final de un torneo de 16 hombres. |
| 4                                                         | Paul Jones               | 27 de noviembre de 1975  | House show                    | Greensboro, Carolina del Norte     | 1            | 107          | 106               | [ 6 ] |
| 5                                                         | Blackjack Mulligan       | 13 de marzo de 1976      | House show                    | Greensboro, Carolina del Norte     | 1            | 217          | 217               | [ 7 ] |
| 6                                                         | Paul Jones               | 16 de octubre de 1976    | House show                    | Greensboro, Carolina del Norte     | 2            | 43           | 42                | [ 8 ] |
| —                                                         | Blackjack Mulligan       | 28 de noviembre de 1976  | House show                    | Charlotte, Carolina del Norte      | †            | 11           | —                 | Reinado reconocido por la NWA y WCW, no así por la WWE. |
| —                                                         | Paul Jones               | 9 de diciembre de 1976   | House show                    | Winston-Salem, Carolina del Norte  | †            | 6            | —                 | Reinado reconocido por la NWA y WCW, no así por la WWE. |
| 7                                                         | Blackjack Mulligan       | 15 de diciembre de 1976  | House show                    | Raleigh, Carolina del Norte        | 2            | 204          | 204               | [ 11 ] |
| 8                                                         | Bobo Brazil              | 7 de julio de 1977       | House show                    | Norfolk, Virginia                  | 1            | 22           | 21                | [ 12 ] |
| 9                                                         | Ric Flair                | 29 de julio de 1977      | House show                    | Richmond, Virginia                 | 1            | 84           | 83                | [ 13 ] |
| 10                                                        | Ricky Steamboat          | 21 de octubre de 1977    | House show                    | Charleston, Carolina del Sur       | 1            | 72           | 72                | [ 14 ] |
| 11                                                        | Blackjack Mulligan       | 1 de enero de 1978       | House show                    | Greensboro, Carolina del Norte     | 3            | 77           | 77                | [ 15 ] |
| 12                                                        | Mr. Wrestling            | 19 de marzo de 1978      | House show                    | Greensboro, Carolina del Norte     | 1            | 21           | 21                | [ 16 ] |
| 13                                                        | Ric Flair                | 9 de abril de 1978       | House show                    | Charlotte, Carolina del Norte      | 2            | 253          | 251               | [ 17 ] |
| 14                                                        | Ricky Steamboat          | 17 de diciembre de 1978  | House show                    | Toronto, Ontario                   | 2            | 105          | 104               | [ 18 ] |
| 15                                                        | Ric Flair                | 1 de abril de 1979       | House show                    | Greensboro, Carolina del Norte     | 3            | 133          | 133               | [ 19 ] |
| —                                                         | Vacante                  | 12 de agosto de 1979     | —                             | —                                  | —            | —            | —                 | Debido a que Flair ganó el Campeonato Mundial en Parejas de NWA. |
| 16                                                        | Jimmy Snuka              | 1 de septiembre de 1979  | House show                    | Charlotte, Carolina del Norte      | 1            | 231          | 232               | Derrotó a Ricky Steamboat en la final de un torneo de 12 hombres. |
| 17                                                        | Ric Flair                | 19 de abril de 1980      | House show                    | Greensboro, Carolina del Norte     | 4            | 98           | 97                | [ 21 ] |
| —                                                         | Greg Valentine           | 26 de julio de 1980      | House show                    | Charlotte, Carolina del Norte      | †            | —            | —                 | Reinado reconocido por la NWA y WCW, no así por la WWE. |
| —                                                         | Ric Flair                | 24 de noviembre de 1980  | House show                    | Greenville, Carolina del Sur       | †            | —            | —                 | Reinado reconocido por la NWA y WCW, no así por la WWE, la cual aun así reconoce a Flair como un 6 veces campeón. |
| 18                                                        | Roddy Piper              | 27 de enero de 1981      | House show                    | Raleigh, Carolina del Norte        | 1            | 193          | 193               | En 1981, el título es reconocido como indiscutido después de que la oficina de NWA San Francisco, la última promoción a reconocer a su propio campeón de los Estados Unidos, cerrara.                                                                      |
| 19                                                        | Wahoo McDaniel           | 8 de agosto de 1981      | House show                    | Greensboro, Carolina del Norte     | 1            | 31           | 31                | [ 26 ] |
| —                                                         | Vacante                  | 8 de septiembre de 1981  | —                             | —                                  | —            | —            | —                 | Debido a una lesión de McDaniel. |
| 20                                                        | Sgt. Slaughter           | 4 de octubre de 1981     | House show                    | Charlotte, Carolina del Norte      | 1            | 229          | 228               | Derrotó a Ricky Steamboat en la final de un torneo. |
| 21                                                        | Wahoo McDaniel           | 21 de mayo de 1982       | House show                    | Richmond, Virginia                 | 2            | 17           | 17                | [ 28 ] |
| 22                                                        | Sgt. Slaughter           | 7 de junio de 1982       | House show                    | Greenville, Carolina del Sur       | 2            | 76           | 75                | Otorgado debido a que McDaniel fue lesionado por Don Muraco y Roddy Piper. |
| 23                                                        | Wahoo McDaniel           | 22 de agosto de 1982     | House show                    | Charlotte, Carolina del Norte      | 3            | 74           | 74                | [ 30 ] |
| 24                                                        | Greg Valentine           | 4 de noviembre de 1982   | House show                    | Norfolk, Virginia                  | 1            | 163          | 162               | [ 31 ] |
| 25                                                        | Roddy Piper              | 16 de abril de 1983      | House show                    | Greensboro, Carolina del Norte     | 2            | 14           | 14                | [ 32 ] |
| 26                                                        | Greg Valentine           | 30 de abril de 1983      | House show                    | Greensboro, Carolina del Norte     | 2            | 228          | 228               | Valentine ganó por decisión del árbitro cuando Piper sufrió un gran corte sobre su oreja izquierda. |
| 27                                                        | Dick Slater              | 14 de diciembre de 1983  | House show                    | Shelby, Carolina del Norte         | 1            | 129          | 129               | [ 35 ] |
| 28                                                        | Ricky Steamboat          | 21 de abril de 1984      | House show                    | Greensboro, Carolina del Norte     | 3            | 64           | 63                | [ 36 ] |
| 29                                                        | Wahoo McDaniel           | 24 de junio de 1984      | House show                    | Greensboro, Carolina del Norte     | 4            | 7            | 6                 | [ 37 ] |
| —                                                         | Vacante                  | 1 de julio de 1984       | —                             | —                                  | —            | —            | —                 | Debido a la interferencia de Tully Blanchard en la victoria de McDaniel. |
| 30                                                        | Wahoo McDaniel           | 7 de octubre de 1984     | House show                    | Charlotte, Carolina del Norte      | 5            | 167          | 167               | Derrotó a Manny Fernández en la final de un torneo. |
| 31                                                        | Magnum T.A.              | 23 de marzo de 1985      | House show                    | Charlotte, Carolina del Norte      | 1            | 120          | 119               | [ 39 ] |
| 32                                                        | Tully Blanchard          | 21 de julio de 1985      | House show                    | Charlotte, Carolina del Norte      | 1            | 130          | 129               | [ 40 ] |
| 33                                                        | Magnum T.A.              | 28 de noviembre de 1985  | Starrcade                     | Greensboro, Carolina del Norte     | 2            | 182          | 153               | Fue un «I Quit» Steel Cage match. |
| —                                                         | Vacante                  | 29 de mayo de 1986       | —                             | —                                  | —            | —            | —                 | Debido a que Magnum atacó al presidente de NWA, Bob Geigel. |
| 34                                                        | Nikita Koloff            | 17 de agosto de 1986     | House show                    | Charlotte, Carolina del Norte      | 1            | 328          | 327               | Derrotó a Magnum T.A. en un Best of Seven Series, aunque la WWE dice que fue en la final de un torneo. |
| 35                                                        | Lex Luger                | 11 de julio de 1987      | Great American Bash           | Greensboro, Carolina del Norte     | 1            | 138          | 137               | Fue un Steel Cage match. |
| 36                                                        | Dusty Rhodes             | 26 de noviembre de 1987  | Starrcade                     | Chicago, Illinois                  | 1            | 141          | 140               | Fue un Steel Cage match. |
| —                                                         | Vacante                  | 15 de abril de 1988      | —                             | —                                  | —            | —            | —                 | Debido a que Rhodes atacó al presidente de NWA Jim Crockett. |
| 37                                                        | Barry Windham            | 13 de mayo de 1988       | House show                    | Houston, Texas                     | 1            | 283          | 282               | Derrotó a Nikita Koloff en la final de un torneo. |
| National Wrestling Alliance: World Championship Wrestling |                          |                          |                               |                                    |              |              |                   | |
| 38                                                        | Lex Luger                | 20 de febrero de 1989    | Chi-Town Rumble               | Chicago, Illinois                  | 2            | 76           | 75                | [ 51 ] |
| 39                                                        | Michael Hayes            | 7 de mayo de 1989        | WrestleWar                    | Nashville, Tennessee               | 1            | 15           | 14                | [ 52 ] |
| 40                                                        | Lex Luger                | 22 de mayo de 1989       | House show                    | Bluefield, Virginia Occidental     | 3            | 523          | 522               | [ 53 ] |
| WCW                                                       |                          |                          |                               |                                    |              |              |                   | |
| 41                                                        | Stan Hansen              | 27 de octubre de 1990    | Halloween Havoc               | Chicago, Illinois                  | 1            | 50           | 49                | [ 54 ] |
| 42                                                        | Lex Luger                | 16 de diciembre de 1990  | Starrcade                     | San Luis, Misuri                   | 4            | 210          | 209               | Fue un Texas Bullrope match. |
| —                                                         | Vacante                  | 14 de julio de 1991      | The Great American Bash       | Baltimore, Maryland                | —            | —            | —                 | Debido a que ganó el Campeonato Mundial Peso Pesado de WCW. |
| 43                                                        | Sting                    | 25 de agosto de 1991     | House show                    | Atlanta, Georgia                   | 1            | 86           | 85                | Derrotó a Steve Austin en la final de un torneo. |
| 44                                                        | Rick Rude                | 19 de noviembre de 1991  | Clash of the Champions XVII   | Savannah, Georgia                  | 1            | 378          | 377               | [ 57 ] |
| —                                                         | Vacante                  | 11 de enero de 1993      | —                             | —                                  | —            | —            | —                 | Debido a una lesión sufrida por Rude. |
| 45                                                        | Dustin Rhodes            | 11 de enero de 1993      | Saturday Night                | Atlanta, Georgia                   | 1            | 138          | 109               | Derrotó a Ricky Steamboat en un combate realizado originalmente para determinar al retador número uno, pero que tras la vacancia del título, fue realizado para decidir al nuevo campeón. Emitido el 16 de enero de 1993.                                  |
| —                                                         | Vacante                  | 29 de mayo de 1993       | WorldWide                     | —                                  | —            | —            | —                 | Debido a que una lucha contra Rick Rude concluyó con doble pinfall. |
| 46                                                        | Dustin Rhodes            | 30 de agosto de 1993     | Saturday Night                | Atlanta, Georgia                   | 2            | 119          | 118               | Derrotó a Rick Rude en una revancha. WCW se retira de NWA en septiembre de 1993, por lo que la NWA empieza a reconocer a su propio Campeón de los Estados Unidos, pero Rhodes sigue siendo el campeón reconocido en WCW.                                   |
| 47                                                        | Steve Austin             | 27 de diciembre de 1993  | Starrcade                     | Charlotte, Carolina del Norte      | 1            | 240          | 239               | Fue un 2-out-of-3 Falls match. |
| 48                                                        | Ricky Steamboat          | 24 de agosto de 1994     | Clash of the Champions XXVIII | Cedar Rapids, Iowa                 | 4            | 25           | 24                | [ 62 ] |
| 49                                                        | Steve Austin             | 18 de septiembre de 1994 | Fall Brawl                    | Roanoke, Virginia                  | 2            | 0            | 0                 | Otorgado el título a Austin debido a que Steamboat estaba lesionado. |
| 50                                                        | Jim Duggan               | 18 de septiembre de 1994 | Fall Brawl                    | Roanoke, Virginia                  | 1            | 100          | 99                | [ 64 ] |
| 51                                                        | Vader                    | 27 de diciembre de 1994  | Starrcade                     | Nashville, Tennessee               | 1            | 88           | 87                | [ 65 ] |
| —                                                         | Vacante                  | 25 de marzo de 1995      | Saturday Night                | Atlanta, Georgia                   | —            | —            | —                 | Despojado por el comisionado de WCW, Nick Bockwinkel, por hospitalizar a Dave Sullivan una semana antes. |
| 52                                                        | Sting                    | 18 de junio de 1995      | The Great American Bash       | Dayton, Ohio                       | 2            | 148          | 147               | Derrotó a Meng en la final de un torneo. |
| 53                                                        | Kensuke Sasaki           | 13 de noviembre de 1995  | WCW World in Japan            | Tokio, Japón                       | 1            | 44           | 43                | Ganó el título en un evento de New Japan Pro-Wrestling. |
| 54                                                        | One Man Gang             | 27 de diciembre de 1995  | Starrcade                     | Nashville, Tennessee               | 1            | 33           | 32                | [ 68 ] |
| 55                                                        | Konnan                   | 29 de enero de 1996      | Main Event                    | Canton, Ohio                       | 1            | 160          | 159               | [ 69 ] |
| 56                                                        | Ric Flair                | 7 de julio de 1996       | Bash at the Beach             | Daytona Beach, Florida             | 5            | 141          | 140               | [ 70 ] |
| —                                                         | Vacante                  | 1 de septiembre de 1996  | —                             | —                                  | —            | —            | —                 | Debido a una lesión sufrida por Flair. |
| 57                                                        | Eddie Guerrero           | 29 de diciembre de 1996  | Starrcade                     | Nashville, Tennessee               | 1            | 77           | 76                | Derrotó a Diamond Dallas Page en la final de un torneo. |
| 58                                                        | Dean Malenko             | 16 de marzo de 1997      | Uncensored                    | North Charleston, Carolina del Sur | 1            | 85           | 84                | [ 72 ] |
| 59                                                        | Jeff Jarrett             | 9 de junio de 1997       | Nitro                         | Boston, Massachusetts              | 1            | 73           | 72                | [ 73 ] |
| 60                                                        | Steve McMichael          | 21 de agosto de 1997     | Clash of the Champions XXXV   | Nashville, Tennessee               | 1            | 25           | 24                | [ 74 ] |
| 61                                                        | Curt Hennig              | 15 de septiembre de 1997 | Nitro                         | Charlotte, Carolina del Norte      | 1            | 104          | 103               | [ 75 ] |
| 62                                                        | Diamond Dallas Page      | 28 de diciembre de 1997  | Starrcade                     | Washington D. C., Estados Unidos   | 1            | 112          | 111               | [ 76 ] |
| 63                                                        | Raven                    | 19 de abril de 1998      | Spring Stampede               | Denver, Colorado                   | 1            | 1            | 0                 | Fue un Raven's Rules match. |
| 64                                                        | Goldberg                 | 20 de abril de 1998      | Nitro                         | Colorado Springs, Colorado         | 1            | 77           | 90                | Fue un Raven's Rules match. |
| —                                                         | Vacante                  | 6 de julio de 1998       | Nitro                         | Atlanta, Georgia                   | —            | —            | —                 | Debido a que Golberg ganó el Campeonato Mundial Peso Pesado de WCW. |
| 65                                                        | Bret Hart                | 20 de julio de 1998      | Nitro                         | Salt Lake City, Utah               | 1            | 21           | 20                | Derrotó a Diamond Dallas Page en la final de un torneo. |
| 66                                                        | Lex Luger                | 10 de agosto de 1998     | Nitro                         | Rapid City, Dakota del Sur         | 5            | 3            | 2                 | [ 80 ] |
| 67                                                        | Bret Hart                | 11 de agosto de 1998     | Thunder                       | Fargo, Dakota del Norte            | 2            | 74           | 73                | Emitido el 13 de agosto. |
| 68                                                        | Diamond Dallas Page      | 26 de octubre de 1998    | Nitro                         | Phoenix, Arizona                   | 2            | 35           | 34                | [ 82 ] |
| 69                                                        | Bret Hart                | 30 de noviembre de 1998  | Nitro                         | Chattanooga, Tennessee             | 3            | 70           | 69                | Fue un No-Disqualification Match. |
| 70                                                        | Roddy Piper              | 8 de febrero de 1999     | Nitro                         | Búfalo, Nueva York                 | 3            | 13           | 12                | [ 84 ] |
| 71                                                        | Scott Hall               | 21 de febrero de 1999    | SuperBrawl IX                 | Oakland, California                | 1            | 25           | 24                | [ 85 ] |
| —                                                         | Vacante                  | 18 de marzo de 1999      | Thunder                       | Lexington, Kentucky                | —            | —            | —                 | Despojado por el presidente de WCW Ric Flair. |
| 72                                                        | Scott Steiner            | 11 de abril de 1999      | Spring Stampede               | Tacoma, Washington                 | 1            | 85           | 84                | Derrotó a Booker T en la final de un torneo. |
| —                                                         | Vacante                  | 5 de julio de 1999       | Nitro                         | Atlanta, Georgia                   | —            | —            | —                 | Despojado por el presidente de WCW Ric Flair. |
| 73                                                        | David Flair              | 5 de julio de 1999       | Nitro                         | Atlanta, Georgia                   | 1            | 35           | 34                | Flair fue otorgado el título por su padre Ric. |
| 74                                                        | Chris Benoit             | 9 de agosto de 1999      | Nitro                         | Boise, Idaho                       | 1            | 34           | 33                | [ 88 ] |
| 75                                                        | Sid Vicious              | 12 de septiembre de 1999 | Fall Brawl                    | Winston-Salem, Carolina del Norte  | 1            | 42           | 41                | [ 89 ] |
| 76                                                        | Goldberg                 | 24 de octubre de 1999    | Halloween Havoc               | Paradise, Nevada                   | 2            | 1            | 0                 | Ganó el título por decisión del árbitro cuando Vicious sufrió una hemorragia excesiva. |
| 77                                                        | Bret Hart                | 25 de octubre de 1999    | Nitro                         | Phoenix, Arizona                   | 4            | 14           | 13                | [ 91 ] |
| 78                                                        | Scott Hall               | 8 de noviembre de 1999   | Nitro                         | Indianápolis, Indiana              | 2            | 41           | 40                | Derrotó a Sid Vicious y Goldberg en un 'Ladder match. |
| 79                                                        | Chris Benoit             | 19 de diciembre de 1999  | Starrcade                     | Washington D. C., Estados Unidos   | 2            | 1            | 0                 | Benoit fue otorgado el título cuando Hall sufrió una lesión en la rodilla. |
| 80                                                        | Jeff Jarrett             | 20 de diciembre de 1999  | Nitro                         | Baltimore, Maryland                | 2            | 27           | 26                | Fue un Ladder match. |
| —                                                         | Vacante                  | 16 de enero de 2000      | Souled Out                    | Cincinnati, Ohio                   | —            | —            | —                 | Debido a una lesión sufrida por Jarrett. |
| 81                                                        | Jeff Jarrett             | 17 de enero de 2000      | Nitro                         | Columbus, Ohio                     | 3            | 84           | 83                | Por decisión del Comisionado Kevin Nash. |
| —                                                         | Vacante                  | 10 de abril de 2000      | Nitro                         | Denver, Colorado                   | —            | —            | —                 | Declarado vacante junto a los otros títulos de la compañía por decisión de Eric Bischoff y Vince Russo. |
| 82                                                        | Scott Steiner            | 16 de abril de 2000      | Spring Stampede               | Chicago, Illinois                  | 2            | 84           | 83                | Derrotó a Sting en la final de un torneo. |
| —                                                         | Vacante                  | 9 de julio de 2000       | Bash at the Beach             | Daytona Beach, Florida             | —            | —            | —                 | Debido a que Steiner usó el «Steiner Recliner», que estaba prohibido, en Mike Awesome. |
| 83                                                        | Lance Storm              | 18 de julio de 2000      | Nitro                         | Auburn Hills, Míchigan             | 1            | 66           | 65                | Derrotó a Mike Awesome en la final de un torneo. Storm extraoficialmente renombra el título el Campeonato Canadiense de WCW. |
| 84                                                        | Terry Funk               | 22 de septiembre de 2000 | House show                    | Amarillo, Texas                    | 2            | 1            | 0                 | [ 100 ] |
| 85                                                        | Lance Storm              | 23 de septiembre de 2000 | House show                    | Lubbock, Texas                     | 2            | 36           | 35                | [ 101 ] |
| 86                                                        | Hugh Morrus              | 29 de octubre de 2000    | Halloween Havoc               | Paradise, Nevada                   | 1            | 12           | 14                | Derrotó a Lance Storm y Jim Duggan en un Handicap match. |
| 87                                                        | Lance Storm              | 13 de noviembre de 2000  | Nitro                         | Londres, Inglaterra                | 3            | 16           | 12                | [ 103 ] |
| 88                                                        | Hugh Morrus              | 26 de noviembre de 2000  | Mayhem                        | Milwaukee, Wisconsin               | 2            | 49           | 48                | [ 104 ] |
| 89                                                        | Shane Douglas            | 14 de enero de 2001      | Sin                           | Indianápolis, Indiana              | 1            | 22           | 21                | Fue un First Blood Chain match. |
| 90                                                        | Rick Steiner             | 5 de febrero de 2001     | Nitro                         | Tupelo, Misisipi                   | 1            | 41           | 40                | [ 106 ] |
| 91                                                        | Booker T                 | 18 de marzo de 2001      | Greed                         | Jacksonville, Florida              | 1            | 128          | 127               | WCW es comprada por la World Wrestling Federation el 26 de marzo de 2001. |
| World Wrestling Federation                                |                          |                          |                               |                                    |              |              |                   | |
| 92                                                        | Chris Kanyon             | 24 de julio de 2001      | SmackDown!                    | Pittsburgh, Pensilvania            | 1            | 48           | 45                | Otorgado por Booker T y la propietaria de ECW Stephanie McMahon. |
| 93                                                        | Tajiri                   | 10 de septiembre de 2001 | Raw                           | San Antonio, Texas                 | 1            | 13           | 12                | [ 109 ] |
| 94                                                        | Rhyno                    | 23 de septiembre de 2001 | Unforgiven                    | Pittsburgh, Pensilvania            | 1            | 29           | 28                | [ 110 ] |
| 95                                                        | Kurt Angle               | 22 de octubre de 2001    | Raw                           | Kansas City, Misuri                | 1            | 21           | 20                | [ 111 ] |
| 96                                                        | Edge                     | 12 de noviembre de 2001  | Raw                           | Boston, Massachusetts              | 1            | 6            | 5                 | [ 112 ] |
| —                                                         | Unificado                | 18 de noviembre de 2001  | Survivor Series               | Greensboro, Carolina del Norte     | —            | —            | —                 | Edge derrotó al Campeón Intercontinental de WWF Test para unificar los dos títulos. Edge se convierte en Campeón Intercontinental, mientras se retira el Campeonato de los Estados Unidos.                                                                 |
| WWE SmackDown                                             |                          |                          |                               |                                    |              |              |                   | |
| 97                                                        | Eddie Guerrero           | 27 de julio de 2003      | Vengeance                     | Denver, Colorado                   | 2            | 84           | 83                | Derrotó a Chris Benoit en la final de un torneo. |
| 98                                                        | The Big Show             | 19 de octubre de 2003    | No Mercy                      | Baltimore, Maryland                | 1            | 147          | 146               | [ 114 ] |
| 99                                                        | John Cena                | 14 de marzo de 2004      | WrestleMania XX               | Nueva York, Nueva York             | 1            | 114          | 136               | [ 115 ] |
| —                                                         | Vacante                  | 6 de julio de 2004       | SmackDown!                    | Winnipeg, Manitoba                 | —            | —            | —                 | Cena fue despojado del título después de atacar al Gerente General de SmackDown! Kurt Angle. Emitido el 8 de julio. |
| 100                                                       | Booker T                 | 27 de julio de 2004      | SmackDown!                    | Cincinnati, Ohio                   | 2            | 68           | 65                | Fue un 8-Way Elimination Match, también involucrando a John Cena, René Duprée, Kenzo Suzuki, Rob Van Dam, Billy Gunn, Charlie Haas y Luther Reigns. Emitido el 29 de julio.                                                                                |
| 101                                                       | John Cena                | 3 de octubre de 2004     | No Mercy                      | East Rutherford, Nueva Jersey      | 2            | 2            | 3                 | Fue la quinta lucha de un Best of Five Series. |
| 102                                                       | Carlito                  | 5 de octubre de 2004     | SmackDown!                    | Boston, Massachusetts              | 1            | 42           | 41                | Emitido el 7 de octubre. |
| 103                                                       | John Cena                | 16 de noviembre de 2004  | SmackDown!                    | Dayton, Ohio                       | 3            | 105          | 104               | Emitido el 18 de noviembre. |
| 104                                                       | Orlando Jordan           | 1 de marzo de 2005       | SmackDown!                    | Albany, Nueva York                 | 1            | 173          | 170               | Emitido el 3 de marzo. |
| 105                                                       | Chris Benoit             | 21 de agosto de 2005     | SummerSlam                    | Washington D. C., Estados Unidos   | 3            | 58           | 60                | [ 121 ] |
| 106                                                       | Booker T                 | 18 de octubre de 2005    | SmackDown!                    | Reno, Nevada                       | 3            | 35           | 34                | Emitido el 21 de octubre. |
| —                                                         | Vacante                  | 22 de noviembre de 2005  | SmackDown!                    | Sheffield, Inglaterra              | —            | —            | —                 | Debido a que la lucha entre Booker T y Benoit concluyó con doble pinfall. Emitido el 25 de noviembre. |
| 107                                                       | Booker T                 | 10 de enero de 2006      | SmackDown!                    | Filadelfia, Pensilvania            | 4            | 40           | 36                | Booker se enfrentó ante Chris Benoit en un Best of Seven Series, ganando las tres primeras luchas; Randy Orton sustituyó a Booker después de eso debido a una lesión, perdiendo las siguientes tres luchas, pero ganando la final. Emitido el 13 de enero. |
| 108                                                       | Chris Benoit             | 19 de febrero de 2006    | No Way Out                    | Baltimore, Maryland                | 4            | 42           | 41                | [ 124 ] |
| 109                                                       | John Bradshaw Layfield   | 2 de abril de 2006       | WrestleMania 22               | Rosemont, Illinois                 | 1            | 51           | 53                | [ 125 ] |
| 110                                                       | Bobby Lashley            | 23 de mayo de 2006       | SmackDown!                    | Bakersfield, California            | 1            | 49           | 48                | Emitido el 26 de mayo. |
| 111                                                       | Finlay                   | 11 de julio de 2006      | SmackDown!                    | Mineápolis, Minnesota              | 1            | 49           | 48                | Emitido el 14 de julio. |
| 112                                                       | Mr. Kennedy              | 29 de agosto de 2006     | SmackDown!                    | Reading, Pensilvania               | 1            | 42           | 41                | Derrotó a Finlay y Bobby Lashley. Emitido el 1 de septiembre. |
| 113                                                       | Chris Benoit             | 13 de octubre de 2006    | SmackDown!                    | Jacksonville, Florida              | 5            | 222          | 218               | Emitido el 13 de octubre. |
| 114                                                       | Montel Vontavious Porter | 20 de mayo de 2007       | Judgment Day                  | San Luis, Misuri                   | 1            | 343          | 342               | Fue un 2-out-of-3 Falls Match. |
| 115                                                       | Matt Hardy               | 27 de abril de 2008      | Backlash                      | Baltimore, Maryland                | 1            | 84           | 83                | [ 131 ] |
| 116                                                       | Shelton Benjamin         | 20 de julio de 2008      | The Great American Bash       | Uniondale, Nueva York              | 1            | 240          | 242               | [ 132 ] |
| 117                                                       | Montel Vontavious Porter | 17 de marzo de 2009      | SmackDown                     | Corpus Christi, Texas              | 2            | 76           | 72                | Emitido el 20 de marzo. |
| WWE Raw                                                   |                          |                          |                               |                                    |              |              |                   | |
| 118                                                       | Kofi Kingston            | 1 de junio de 2009       | Raw                           | Birmingham, Alabama                | 1            | 126          | 125               | [ 134 ] |
| 119                                                       | The Miz                  | 5 de octubre de 2009     | Raw                           | Wilkes-Barre, Pensilvania          | 1            | 224          | 223               | [ 135 ] |
| 120                                                       | Bret Hart                | 17 de mayo de 2010       | Raw                           | Toronto, Ontario                   | 5            | 7            | 6                 | Fue un No Disqualification No Count-Out match. |
| —                                                         | Vacante                  | 24 de mayo de 2010       | Raw                           | Toledo, Ohio                       | —            | —            | —                 | Debido a su nombramiento como Gerente General de Raw. |
| 121                                                       | R-Truth                  | 24 de mayo de 2010       | Raw                           | Toledo, Ohio                       | 1            | 21           | 20                | Derrotó a The Miz y ganó el campeonato vacante. |
| 122                                                       | The Miz                  | 14 de junio de 2010      | Raw                           | Charlotte, Carolina del Norte      | 2            | 97           | 96                | Derrotó a R-Truth, John Morrison y Zack Ryder. |
| 123                                                       | Daniel Bryan             | 19 de septiembre de 2010 | Night of Champions            | Rosemont, Illinois                 | 1            | 176          | 176               | [ 139 ] |
| 124                                                       | Sheamus                  | 14 de marzo de 2011      | Raw                           | San Luis, Misuri                   | 1            | 48           | 47                | Si Sheamus perdía, hubiera renunciado a la WWE. |
| WWE SmackDown                                             |                          |                          |                               |                                    |              |              |                   | |
| 125                                                       | Kofi Kingston            | 1 de mayo de 2011        | Extreme Rules                 | Tampa, Florida                     | 2            | 49           | 48                | Fue un Tables match. |
| WWE Raw                                                   |                          |                          |                               |                                    |              |              |                   | |
| 126                                                       | Dolph Ziggler            | 19 de junio de 2011      | Capitol Punishment            | Washington D. C., Estados Unidos   | 1            | 182          | 181               | [ 142 ] |
| WWE (sin marca definida)                                  |                          |                          |                               |                                    |              |              |                   | |
| 127                                                       | Zack Ryder               | 18 de diciembre de 2011  | TLC: Tables, Ladders & Chairs | Baltimore, Maryland                | 1            | 29           | 28                | [ 143 ] |
| 128                                                       | Jack Swagger             | 16 de enero de 2012      | Raw                           | Anaheim, California                | 1            | 49           | 49                | [ 144 ] |
| 129                                                       | Santino Marella          | 5 de marzo de 2012       | Raw                           | Boston, Massachusetts              | 1            | 167          | 166               | [ 145 ] |
| 130                                                       | Antonio Cesaro           | 19 de agosto de 2012     | SummerSlam                    | Los Ángeles, California            | 1            | 239          | 239               | [ 146 ] |
| 131                                                       | Kofi Kingston            | 15 de abril de 2013      | Raw                           | Greenville, Carolina del Sur       | 3            | 34           | 34                | [ 147 ] |
| 132                                                       | Dean Ambrose             | 19 de mayo de 2013       | Extreme Rules                 | San Luis, Misuri                   | 1            | 351          | 350               | Este es el reinado más largo en la historia del campeonato dentro de WWE. |
| 133                                                       | Sheamus                  | 5 de mayo de 2014        | Raw                           | Albany, Nueva York                 | 2            | 182          | 182               | Fue una Battle Royal de 20 hombres, donde Sheamus eliminó finalmente a Ambrose. |
| 134                                                       | Rusev                    | 3 de noviembre de 2014   | Raw                           | Búfalo, Nueva York                 | 1            | 146          | 145               | [ 150 ] |
| 135                                                       | John Cena                | 29 de marzo de 2015      | WrestleMania 31               | Santa Clara, California            | 4            | 147          | 146               | [ 151 ] |
| 136                                                       | Seth Rollins             | 23 de agosto de 2015     | SummerSlam                    | Brooklyn, Nueva York               | 1            | 28           | 28                | El Campeonato Mundial Peso Pesado de WWE de Rollins también estuvo en juego. |
| 137                                                       | John Cena                | 20 de septiembre de 2015 | Night of Champions            | Houston, Texas                     | 5            | 35           | 34                | [ 153 ] |
| 138                                                       | Alberto Del Río          | 25 de octubre de 2015    | Hell in a Cell                | Los Ángeles, California            | 1            | 78           | 78                | [ 154 ] |
| 139                                                       | Kalisto                  | 11 de enero de 2016      | Raw                           | Nueva Orleans, Luisiana            | 1            | 1            | 2                 | [ 155 ] |
| 140                                                       | Alberto Del Río          | 12 de enero de 2016      | SmackDown                     | Lafayette, Luisiana                | 2            | 12           | 10                | Transmitido el 14 de enero. |
| 141                                                       | Kalisto                  | 24 de enero de 2016      | Royal Rumble                  | Orlando, Florida                   | 2            | 119          | 119               | [ 157 ] |
| 142                                                       | Rusev                    | 22 de mayo de 2016       | Extreme Rules                 | Newark, Nueva Jersey               | 2            | 126          | 126               | [ 158 ] |
| WWE Raw                                                   |                          |                          |                               |                                    |              |              |                   | |
| 143                                                       | Roman Reigns             | 25 de septiembre de 2016 | Clash of Champions            | Indianápolis, Indiana              | 1            | 106          | 106               | [ 159 ] |
| 144                                                       | Chris Jericho            | 9 de enero de 2017       | Raw                           | Nueva Orleans, Luisiana            | 1            | 83           | 82                | Fue un 2-on-1 Handicap match donde también participó Kevin Owens. |
| 145                                                       | Kevin Owens              | 2 de abril de 2017       | WrestleMania 33               | Orlando, Florida                   | 1            | 28           | 28                | [ 161 ] |
| WWE SmackDown                                             |                          |                          |                               |                                    |              |              |                   | |
| 146                                                       | Chris Jericho            | 30 de abril de 2017      | Payback                       | San José, California               | 2            | 2            | 2                 | [ 162 ] |
| 147                                                       | Kevin Owens              | 2 de mayo de 2017        | SmackDown Live                | Fresno, California                 | 2            | 66           | 65                | [ 163 ] |
| 148                                                       | AJ Styles                | 7 de julio de 2017       | House show                    | Nueva York, Nueva York             | 1            | 16           | 16                | [ 164 ] |
| 149                                                       | Kevin Owens              | 23 de julio de 2017      | Battleground                  | Filadelfia, Pensilvania            | 3            | 2            | 2                 | [ 165 ] |
| 150                                                       | AJ Styles                | 25 de julio de 2017      | SmackDown Live                | Richmond, Virginia                 | 2            | 75           | 74                | Derrotó a Kevin Owens y Chris Jericho. |
| 151                                                       | Baron Corbin             | 8 de octubre de 2017     | Hell in a Cell                | Detroit, Míchigan                  | 1            | 70           | 69                | Derrotó a AJ Styles y Tye Dillinger. |
| 152                                                       | Dolph Ziggler            | 17 de diciembre de 2017  | Clash of Champions            | Boston, Massachusetts              | 2            | 9            | 8                 | Derrotó a Baron Corbin y Bobby Roode. |
| —                                                         | Vacante                  | 26 de diciembre de 2017  | SmackDown Live                | Rosemont, Illinois                 | —            | —            | —                 | Cuando el Gerente General Daniel Bryan declaró el título vacante porque Dolph Ziggler abandonó el cinturón en medio del ring una semana antes. |
| 153                                                       | Bobby Roode              | 16 de enero de 2018      | SmackDown Live                | Laredo, Texas                      | 1            | 54           | 53                | Derrotó a Jinder Mahal en la final de un torneo. |
| 154                                                       | Randy Orton              | 11 de marzo de 2018      | Fastlane                      | Columbus, Ohio                     | 1            | 28           | 27                | [ 170 ] |
| 155                                                       | Jinder Mahal             | 8 de abril de 2018       | WrestleMania 34               | Nueva Orleans, Luisiana            | 1            | 8            | 8                 | Derrotó a Randy Orton, Bobby Roode y Rusev. |
| WWE Raw                                                   |                          |                          |                               |                                    |              |              |                   | |
| 156                                                       | Jeff Hardy               | 16 de abril de 2018      | Raw                           | Hartford, Connecticut              | 1            | 90           | 89                | [ 172 ] |
| WWE SmackDown                                             |                          |                          |                               |                                    |              |              |                   | |
| 157                                                       | Shinsuke Nakamura        | 15 de julio de 2018      | Extreme Rules                 | Pittsburgh, Pensilvania            | 1            | 156          | 163               | [ 173 ] |
| 158                                                       | Rusev                    | 18 de diciembre de 2018  | SmackDown Live                | Fresno, California                 | 3            | 40           | 32                | Emitido el 25 de diciembre. |
| 159                                                       | Shinsuke Nakamura        | 27 de enero de 2019      | Royal Rumble                  | Phoenix, Arizona                   | 2            | 2            | 2                 | [ 175 ] |
| 160                                                       | R-Truth                  | 29 de enero de 2019      | SmackDown Live                | Phoenix, Arizona                   | 2            | 35           | 35                | [ 176 ] |
| 161                                                       | Samoa Joe                | 5 de marzo de 2019       | SmackDown Live                | Wilkes-Barre, Pensilvania          | 1            | 75           | 74                | Derrotó a R-Truth, Andrade y Rey Mysterio. |
| WWE Raw                                                   |                          |                          |                               |                                    |              |              |                   | |
| 162                                                       | Rey Mysterio             | 19 de mayo de 2019       | Money in the Bank             | Hartford, Connecticut              | 1            | 15           | 15                | [ 178 ] |
| 163                                                       | Samoa Joe                | 3 de junio de 2019       | Raw                           | Austin, Texas                      | 2            | 20           | 19                | Mysterio tuvo que entregar el título a Joe debido a una lesión. |
| 164                                                       | Ricochet                 | 23 de junio de 2019      | Stomping Grounds              | Tacoma, Washington                 | 1            | 21           | 21                | [ 180 ] |
| 165                                                       | AJ Styles                | 14 de julio de 2019      | Extreme Rules                 | Filadelfia, Pensilvania            | 3            | 134          | 134               | [ 181 ] |
| 166                                                       | Rey Mysterio             | 25 de noviembre de 2019  | Raw                           | Rosemont, Illinois                 | 2            | 31           | 30                | [ 182 ] |
| 167                                                       | Andrade                  | 26 de diciembre de 2019  | House show                    | Nueva York, Nueva York             | 1            | 151          | 150               | [ 183 ] |
| 168                                                       | Apollo Crews             | 25 de mayo de 2020       | Raw                           | Orlando, Florida                   | 1            | 97           | 96                | Durante su reinado, el diseño del campeonato cambio. |
| —                                                         | Montel Vontavious Porter | 6 de julio de 2020       | Raw                           | Orlando, Florida                   | †            | —            | —                 | Reinado no reconocido por la WWE. |
| 169                                                       | Bobby Lashley            | 30 de agosto de 2020     | Payback                       | Orlando, Florida                   | 2            | 175          | 175               | [ 186 ] |
| 170                                                       | Riddle                   | 21 de febrero de 2021    | Elimination Chamber           | San Petersburgo, Florida           | 1            | 49           | 49                | Derrotó a Bobby Lashley y John Morrison. |
| 171                                                       | Sheamus                  | 11 de abril de 2021      | WrestleMania 37               | Tampa, Florida                     | 3            | 132          | 131               | [ 188 ] |
| 172                                                       | Damian Priest            | 21 de agosto de 2021     | SummerSlam                    | Paradise, Nevada                   | 1            | 191          | 191               | [ 189 ] |
| 173                                                       | Finn Bálor               | 28 de febrero de 2022    | Raw                           | Columbus, Ohio                     | 1            | 49           | 48                | [ 190 ] |
| 174                                                       | Theory                   | 18 de abril de 2022      | Raw                           | Búfalo, Nueva York                 | 1            | 75           | 74                | [ 191 ] |
| 175                                                       | Bobby Lashley            | 2 de julio de 2022       | Money in the Bank             | Paradise, Nevada                   | 3            | 100          | 100               | [ 192 ] |
| 176                                                       | Seth Rollins             | 10 de octubre de 2022    | Raw                           | Brooklyn, Nueva York               | 2            | 47           | 47                | [ 193 ] |
| WWE SmackDown                                             |                          |                          |                               |                                    |              |              |                   | |
| 177                                                       | Austin Theory            | 26 de noviembre de 2022  | Survivor Series WarGames      | Boston, Massachusetts              | 2            | 258          | 257               | Derrotó a Seth Rollins y Bobby Lashley. Antes conocido como Theory. |
| 178                                                       | Rey Mysterio             | 11 de agosto de 2023     | SmackDown                     | Calgary, Canadá                    | 3            | 85           | 84                | Rey Mysterio reemplazó en la lucha titular a Santos Escobar, quien había sido atacado por Austin Theory dos veces antes de la lucha. |
| 179                                                       | Logan Paul               | 4 de noviembre de 2023   | Crown Jewel                   | Riad, Arabia Saudita               | 1            | 273          | 273               | [ 196 ] |
| 180                                                       | LA Knight                | 3 de agosto de 2024      | SummerSlam                    | Cleveland, Ohio                    | 1            | 119          | 118               | [ 197 ] |
| 181                                                       | Shinsuke Nakamura        | 30 de noviembre de 2024  | Survivor Series: WarGames     | Vancouver, Canadá                  | 3            | 97           | 97                | [ 198 ] |
| 182                                                       | LA Knight                | 7 de marzo de 2025       | SmackDown                     | Filadelfia, Pensilvania            | 2            | 43           | 42                | [ 199 ] |
| 183                                                       | Jacob Fatu               | 19 de abril de 2025      | WrestleMania 41               | Las Vegas, Nevada                  | 1            | 70           | 70                | [ 200 ] |
| 184                                                       | Solo Sikoa               | 28 de junio de 2025      | Night of Champions            | Riad, Arabia Saudita               | 1            | 52+          | 52+               | [ 201 ] |

### Total de días con el título
La siguiente lista muestra el total de días que un luchador ha poseído el campeonato si se suman todos los reinados que posee. Actualizado a la fecha del 19 de agosto de 2025.
| + | Indica al campeón actual. |

| N.º | Luchador                 | Reinados | Días combinados | Reconocidos por WWE |
| --- | ------------------------ | -------- | --------------- | ------------------- |
| 1   | Lex Luger                | 5        | 950             | 945                 |
| 2   | Ric Flair                | 6        | 773             | 704                 |
| 3   | Greg Valentine           | 3        | 512             | 390                 |
| 4   | Blackjack Mulligan       | 4        | 509             | 498                 |
| 5   | Montel Vontavious Porter | 2        | 419             | 414                 |
| 6   | John Cena                | 5        | 403             | 423                 |
| 7   | Rick Rude                | 1        | 378             | 377                 |
| 8   | Sheamus                  | 3        | 362             | 360                 |
| 9   | Chris Benoit             | 5        | 357             | 352                 |
| 10  | Dean Ambrose             | 1        | 351             | 350                 |
| 11  | Theory/Austin Theory     | 2        | 333             | 331                 |
| 12  | Nikita Koloff            | 1        | 328             | 327                 |
| 13  | Bobby Lashley            | 3        | 324             | 323                 |
| 14  | The Miz                  | 2        | 321             | 319                 |
| 15  | Rusev                    | 3        | 312             | 303                 |
| 16  | Sgt. Slaughter           | 2        | 305             | 303                 |
| 17  | Magnum T.A.              | 2        | 302             | 272                 |
| 18  | Wahoo McDaniel           | 5        | 296             | 295                 |
| 19  | Barry Windham            | 1        | 283             | 282                 |
| 20  | Logan Paul               | 1        | 273             | 273                 |
| 21  | Booker T                 | 4        | 271             | 262                 |
| 22  | Ricky Steamboat          | 4        | 265             | 263                 |
| 23  | Dustin Rhodes            | 2        | 257             | 227                 |
| 24  | Shinsuke Nakamura        | 3        | 255             | 262                 |
| 25  | Steve Austin             | 2        | 240             | 239                 |
| 25  | Shelton Benjamin         | 1        | 240             | 242                 |
| 27  | Antonio Cesaro           | 1        | 239             | 239                 |
| 28  | Sting                    | 2        | 234             | 232                 |
| 29  | Jimmy Snuka              | 1        | 231             | 232                 |
| 30  | AJ Styles                | 3        | 225             | 224                 |
| 31  | Roddy Piper              | 3        | 220             | 219                 |
| 32  | Kofi Kingston            | 3        | 209             | 207                 |
| 33  | Damian Priest            | 1        | 191             | 191                 |
| 33  | Dolph Ziggler            | 2        | 191             | 189                 |
| 35  | Bret Hart                | 5        | 186             | 181                 |
| 36  | Jeff Jarrett             | 3        | 184             | 181                 |
| 37  | Harley Race              | 1        | 183             | 183                 |
| 38  | Daniel Bryan             | 1        | 176             | 176                 |
| 39  | Orlando Jordan           | 1        | 173             | 170                 |
| 40  | Scott Steiner            | 2        | 169             | 167                 |
| 41  | Santino Marella          | 1        | 167             | 166                 |
| 42  | LA Knight                | 2        | 162             | 160                 |
| 43  | Eddie Guerrero           | 2        | 161             | 159                 |
| 44  | Konnan                   | 1        | 160             | 159                 |
| 45  | Paul Jones               | 3        | 156             | 148                 |
| 46  | Andrade                  | 1        | 151             | 150                 |
| 47  | The Big Show             | 1        | 147             | 146                 |
| 47  | Diamond Dallas Page      | 2        | 147             | 145                 |
| 49  | Dusty Rhodes             | 1        | 141             | 140                 |
| 50  | Rey Mysterio             | 3        | 131             | 129                 |
| 51  | Tully Blanchard          | 1        | 130             | 129                 |
| 52  | Dick Slater              | 1        | 129             | 129                 |
| 53  | Kalisto                  | 2        | 120             | 120                 |
| 54  | Lance Storm              | 3        | 118             | 112                 |
| 55  | Roman Reigns             | 1        | 106             | 106                 |
| 56  | Curt Hennig              | 1        | 104             | 103                 |
| 57  | Jim Duggan               | 1        | 100             | 99                  |
| 58  | Apollo Crews             | 1        | 97              | 96                  |
| 59  | Kevin Owens              | 3        | 96              | 95                  |
| 60  | Samoa Joe                | 2        | 95              | 93                  |
| 61  | Johnny Valentine         | 1        | 93              | 92                  |
| 62  | Alberto Del Río          | 2        | 90              | 89                  |
| 62  | Jeff Hardy               | 1        | 90              | 89                  |
| 64  | Vader                    | 1        | 88              | 87                  |
| 65  | Dean Malenko             | 1        | 85              | 84                  |
| 65  | Chris Jericho            | 2        | 85              | 84                  |
| 67  | Matt Hardy               | 1        | 84              | 83                  |
| 68  | Goldberg                 | 2        | 78              | 90                  |
| 69  | Seth Rollins             | 2        | 75              | 75                  |
| 70  | Jacob Fatu               | 1        | 70              | 70                  |
| 70  | Baron Corbin             | 1        | 70              | 69                  |
| 72  | Scott Hall               | 2        | 66              | 64                  |
| 73  | Hugh Morrus              | 2        | 61              | 62                  |
| 74  | R-Truth                  | 2        | 56              | 55                  |
| 75  | Bobby Roode              | 1        | 54              | 53                  |
| 76  | Solo Sikoa               | 1        | 52+             | 52+                 |
| 77  | John Bradshaw Layfield   | 1        | 51              | 53                  |
| 78  | Stan Hansen              | 1        | 50              | 49                  |
| 79  | Jack Swagger             | 1        | 49              | 49                  |
| 79  | Riddle                   | 1        | 49              | 49                  |
| 79  | Finn Bálor               | 1        | 49              | 48                  |
| 79  | Finlay                   | 1        | 49              | 48                  |
| 83  | Chris Kanyon             | 1        | 48              | 45                  |
| 84  | Kensuke Sasaki           | 1        | 44              | 43                  |
| 85  | Carlito                  | 1        | 42              | 41                  |
| 85  | Mr. Kennedy              | 1        | 42              | 41                  |
| 85  | Sid Vicious              | 1        | 42              | 41                  |
| 88  | Rick Steiner             | 1        | 41              | 40                  |
| 89  | David Flair              | 1        | 35              | 34                  |
| 90  | One Man Gang             | 1        | 33              | 32                  |
| 91  | Rhyno                    | 1        | 29              | 28                  |
| 91  | Zack Ryder               | 1        | 29              | 28                  |
| 93  | Randy Orton              | 1        | 28              | 27                  |
| 94  | Steve McMichael          | 1        | 25              | 24                  |
| 95  | Bobo Brazil              | 1        | 22              | 21                  |
| 95  | Shane Douglas            | 1        | 22              | 21                  |
| 97  | Kurt Angle               | 1        | 21              | 20                  |
| 97  | Mr. Wrestling            | 1        | 21              | 21                  |
| 97  | Ricochet                 | 1        | 21              | 21                  |
| 100 | Terry Funk               | 2        | 19              | 18                  |
| 101 | Michael Hayes            | 1        | 15              | 14                  |
| 102 | Tajiri                   | 1        | 13              | 12                  |
| 103 | Jinder Mahal             | 1        | 8               | 8                   |
| 104 | Edge                     | 1        | 6               | 5                   |
| 105 | Raven                    | 1        | 1               | 0                   |

### Mayor cantidad de reinados
| Reinados | Luchador (es) |
| -------- | --- |
| 6 veces  | Ric Flair |
| 5 veces  | Wahoo McDaniel, Lex Luger, Chris Benoit, Bret Hart, John Cena |
| 4 veces  | Blackjack Mulligan, Ricky Steamboat, Booker T |
| 3 veces  | Paul Jones, Greg Valentine, Roddy Piper, Jeff Jarrett, Lance Storm, Kofi Kingston, Kevin Owens, Rusev, AJ Styles, Sheamus, Bobby Lashley, Rey Mysterio, Shinsuke Nakamura |
| 2 veces  | Sgt. Slaughter, Magnum T.A., Dustin Rhodes, Steve Austin, Sting, Diamond Dallas Page, Goldberg, Scott Hall, Scott Steiner, Terry Funk, General Rection, Eddie Guerrero, Montel Vontavious Porter, The Miz, Alberto Del Río, Kalisto, Chris Jericho, Dolph Ziggler, R-Truth, Samoa Joe, Seth Rollins, Theory/Austin Theory, LA Knight |